# Station Miasteczko Śląskie
Station Miasteczko Śląskie is een spoorwegstation in de Poolse plaats Miasteczko Śląskie.